# Музей военного дела (Краков)

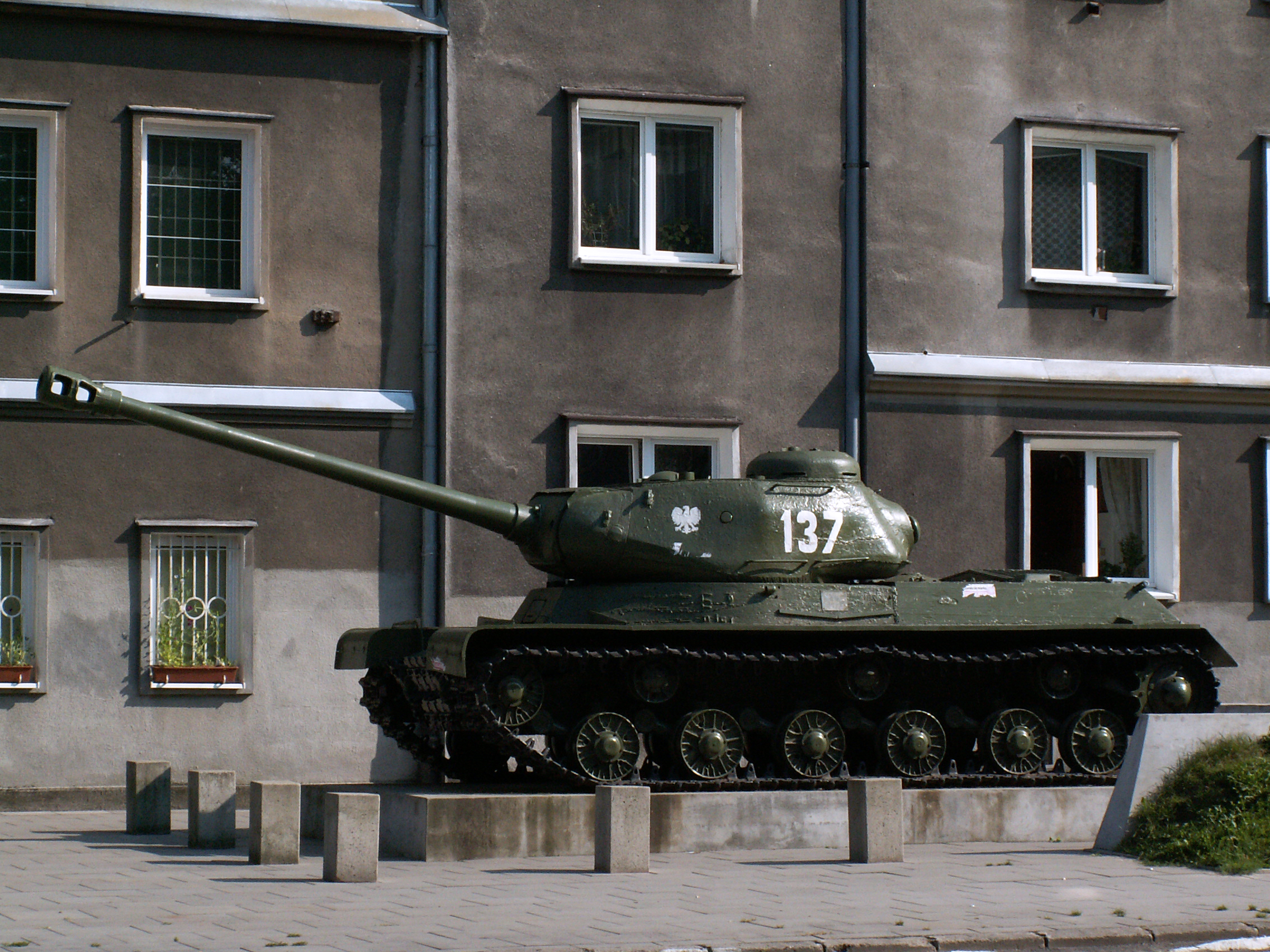

Музей военного дела (пол. Muzeum Czynu Zbrojnego) — военный музей, находящийся в краковском районе Нова-Хута по адресу Оседле-Гурали, 3.
Первая выставка музея под названием «Pracownicy HiL w walkach o Polskę Ludową» (Рабочие металлургического комбината им. Ленина в борьбе за Народную Польшу) состоялась в 1963 году в заводском доме культуры. Экспонаты этой выставки были из частных собраний некоторых рабочих Комбината имени В. Ленина, которые были членами Польских легионов, участвовали в Великопольском и Силезских восстания, советско-польской войне и во Второй мировой войне.
В 1970 году музей насчитывал в своём собрании около 3 тысяч предметов хранения. 9 мая 1970 года состоялось торжественное открытие музея.
В настоящее время музей демонстрирует различные виды военной техники, мундиры польских, советских военнослужащих и польских партизан, одежду узников концентрационных лагерей, коллекцию орденов, медалей и знаков отличия, различные печатные материалы военных времён и материалы, представляющие историю узников концентрационных лагерей.
В музее демонстрируются знамени различных польских военных организаций, в том числе знамёна Польских легионов, силезских повстанцев и знамя узников концентрационного лагеря Маутхаузен.
Перед музеем находится танк ИС-2, который участвовал во взятии Берлина и освобождении Праги. Танк был установлен перед музее в 1969 году и являдется одним из символов Новой-Хуты.